# Sisyphus popovi
Sisyphus popovi là một loài bọ cánh cứng trong họ Bọ hung (Scarabaeidae).